# Susamam (chanson)
Susamam (en français : « Je ne peux pas me taire ») est un clip de rap turc, publié sur la plateforme de vidéos en ligne YouTube le 5 septembre 2019. Le rappeur Sarp Palaur dit Şanışer, à l'initiative de ce clip chante avec 18 autres artistes, chacun interprétant un couplet traitant d'un problème contemporain de la Turquie, comme l'injustice, la corruption, le droit des femmes ou la cruauté envers les animaux. Une semaine après sa mise en ligne, le clip dépassait les 20 millions de vues, puis 30 millions un mois après sa diffusion. Il s'agit de la plus importante collaboration de l'histoire du rap en Turquie en nombre d'interprètes.

## Contexte

### Popularisation du rap turc depuis les années 1990
Le rap turc est né dans les rues du quartier turc de Berlin de « Kreuzberg » au milieu des années 1990, à l'initiative d'enfants d'immigrés turcs nés en Allemagne, puis s'est popularisé en Turquie grâce au groupe « Cartel », suivi dans les années 2000 par les rappeurs Ceza et Sagopa Kajmer.
Au milieu des années 2010, une « troisième vague » émerge, dont les critiques sont inspirées par les questions contemporaines de religions, de genres, de préférences politiques ou de modes de vie.
Parallèlement, la société turque est marquée par d'importantes régressions concernant les droits de l'homme depuis l'arrivée au pouvoir du parti islamiste AKP, et l'accession à la présidence de son fondateur Recep Tayyip Erdoğan.

### Situation des droits de l'homme en Turquie

#### Liberté d'expression
En 2012, selon Reporters sans frontières , la Turquie est le pays emprisonnant le plus de journalistes au monde. En mai 2016, à la suite de la condamnation des journalistes Can Dündar et Erdem Gül pour avoir révélé des livraisons clandestines d'armes aux rebelles syriens par le gouvernement turc, le secrétaire général de RSF, Christophe Deloire déclare que « Le journalisme en soi est considéré comme un crime en Turquie.».
En 2019, la Turquie est classée 157e au classement de Reporters sans frontières sur la liberté de la presse.

#### Droit des femmes
Depuis l'accession au pouvoir de l'AKP, parti politique d'idéologie islamiste, la restriction des droits des femmes est considérée par certains analystes comme une « obsession pour le président Erdogan ». Ses positions sur l'avortement et la contraception lui sont reprochées autant que son indifférence sur le sujet des violences conjugales (allant jusqu'à réprimer les manifestations féministes), dans un contexte de forte augmentation des féminicides en Turquie.

#### État d'urgence depuis 2016
Dans la nuit du 16 au 17 juillet 2016, une tentative de coup d'État intentée par une partie minoritaire de l'armée turque, principalement dans les villes d'Ankara et d'Istanbul est réprimée par l'armée turque restée loyale au gouvernement, faisant 290 morts. Le lendemain, les autorités turques lancent une série de plusieurs milliers d'arrestations et de renvois envers des fonctionnaires accusés de complicité. Ces purges s’étendent aux secteurs de l'enseignement, de la santé, des médias et du secteur privé, et sont utilisées pour réprimer toute contestation issue de la société civile.

### Mobilisation d’intellectuels et d'artistes

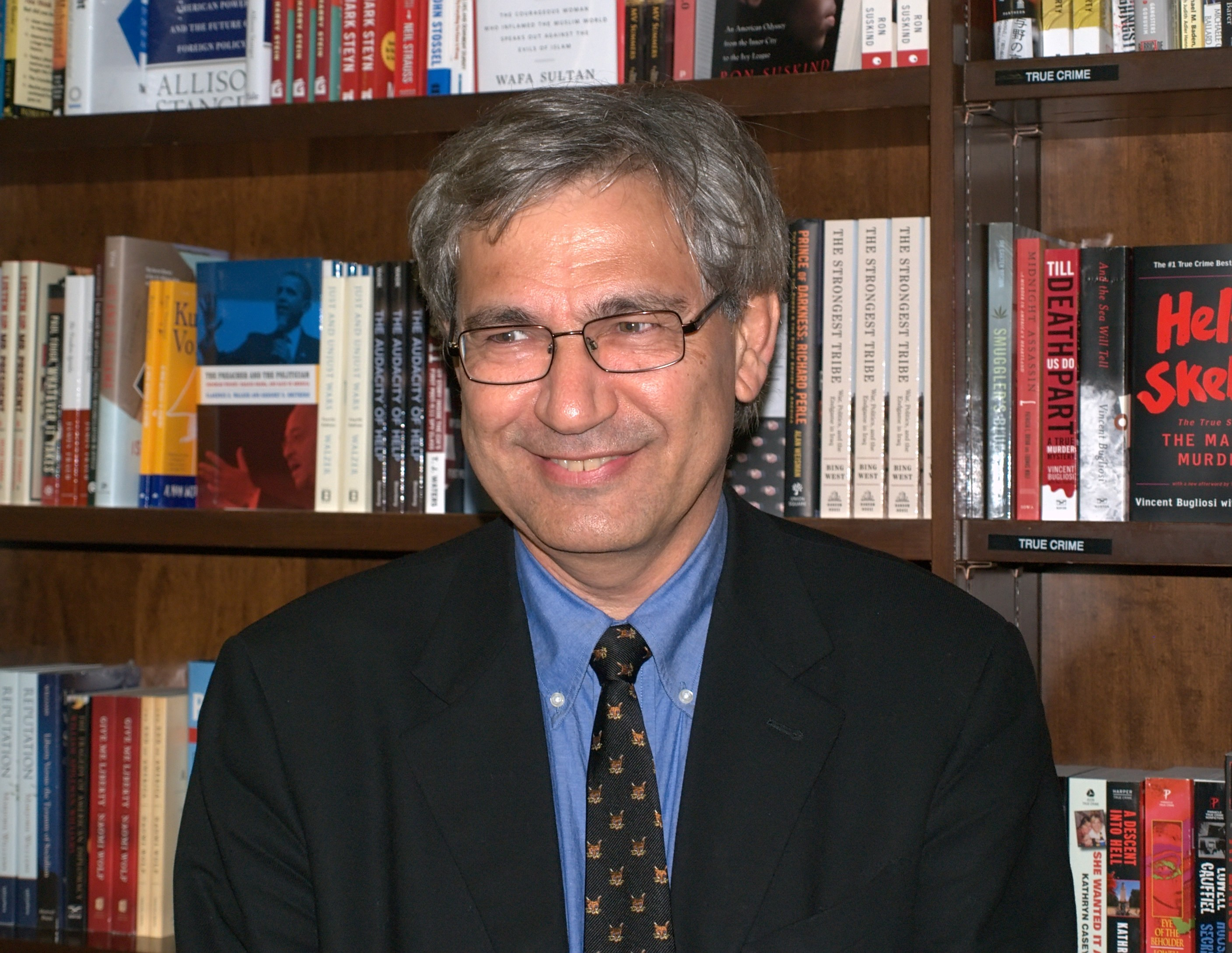
L'écrivain turc et prix Nobel Orhan Pamuk

L'écrivain turc et prix Nobel de littérature Orhan Pamuk critique cette répression (particulièrement l'arrestation des frères Altan, journalistes turcs) et s'exprime dans une tribune accordée au journal italien La Repubblica :

« En Turquie, on est en train, petit à petit, d’enfermer dans des cellules toutes les personnes qui se permettent d’exprimer les critiques, même les plus minimes sur les actions du gouvernement (...), sur la base de la haine la plus féroce. Désormais, la liberté de la pensée n’existe plus. Nous sommes en train de nous éloigner à toute vitesse d’un État de droit vers un régime de terreur. »

D'autres personnalités se mobilisent pour dénoncer les dérives autoritaires du gouvernement turc : des artistes comme le collectif « Grup Yorum », des avocats comme Ebru Timik et Aytac Ünsal, ainsi que des universitaires comme Nuriye Gülmen et Tuna Altınel.

## Paroles et messages politiques

### Genèse et raisons du projet

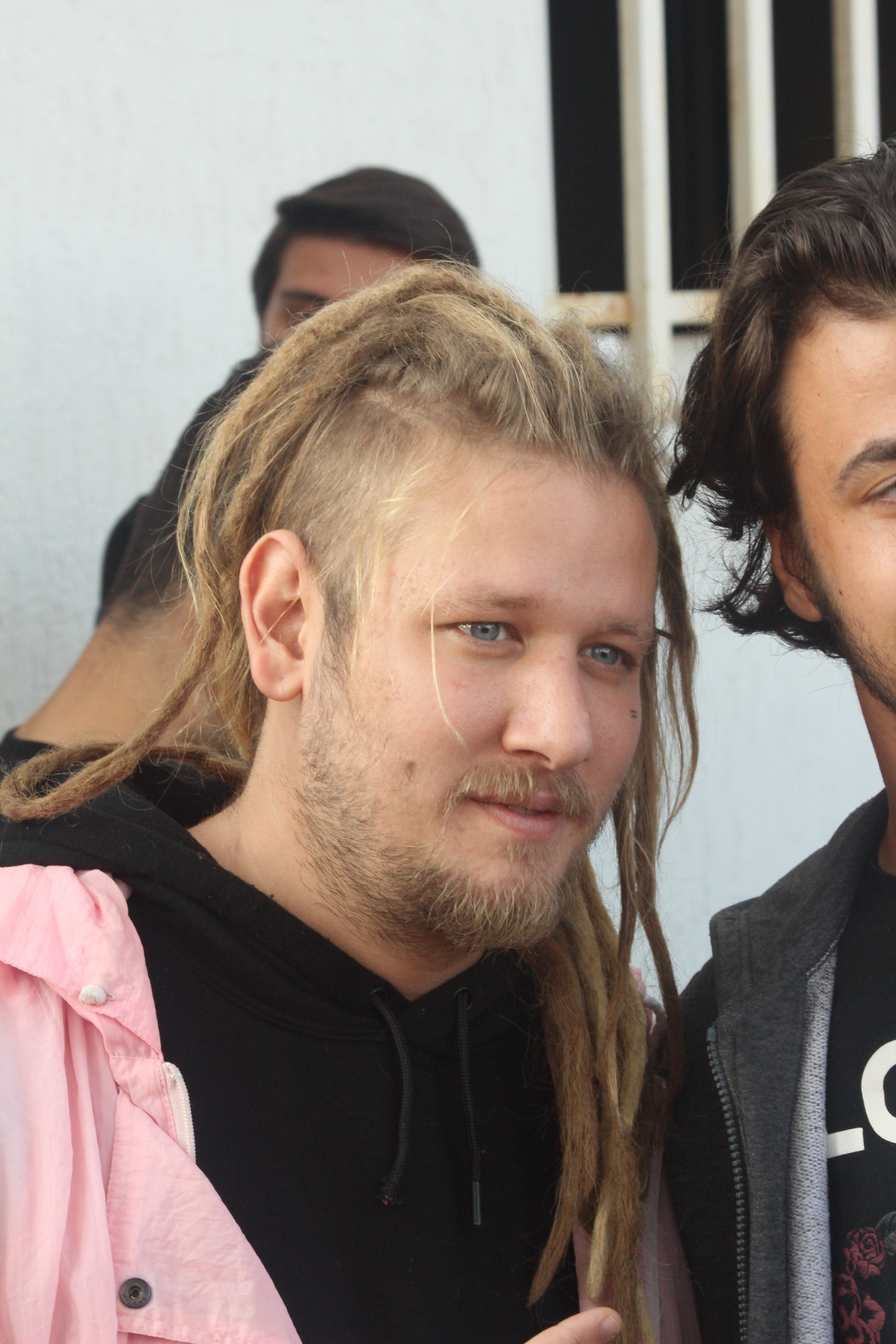
Le rappeur turc Sarp Palaur dit Şanışer, à l'initiative du clip Susamam

Le rappeur Şanişer, qui a dirigé la collaboration, déclare dans une interview au journal « The Guardian » : « J'ai fait ce projet pour unir les gens, car ce sont les problèmes de tout le monde. Ce sont des problèmes mondiaux auxquels nous sommes tous confrontés chaque jour. ».
Le rappeur Fuat Ergin, autre interprète partie prenante au projet, évoque la nécessité d'agir contre une culture patriarcale prédominante en Turquie, dans laquelle l'obsession de l'honneur justifie des crimes avec souvent peu de conséquences pour les auteurs. Mais il se veut optimiste sur la démarche dans laquelle s'inscrit cette collaboration, déclarant que « L’intérêt de cette chanson est qu’il est possible de vivre ensemble en paix et de marcher de cette façon sans se tuer, sans les vendettas. C’est possible. »
Les intellectuels et influenceurs culturels étant soumis en Turquie à une étroite surveillance voire une sévère répression (à l'instar du collectif « Grup Yorum », dont plusieurs membres ont été emprisonnés et sont morts en détention,), les artistes de Susamam ont dû choisir leurs mots avec précaution. Les paroles évoquent des problèmes qui ne sont pas exclusifs à la Turquie (comme l'écologie, le capitalisme, le suicide et le droit des femmes), et aucun responsable n'est explicitement désigné. Elles font néanmoins clairement écho au contexte politique et social de la Turquie des années 2010, même si elles prennent des virages philosophiques plus abstraits en abordant les sujets les plus controversés.
Le clip est publié sur la plateforme de vidéos en ligne Youtube le 5 septembre 2019 et met en scène 18 artistes, ce qui en fait la plus importante collaboration de l'histoire du rap en Turquie en nombre d'interprètes.

### Analyse des sujets abordés
Chacun des 18 rappeurs entonne un couplet consacré à un sujet d'actualité en Turquie, appelant leurs compatriotes à ne plus se taire.
Parmi les sujets abordés, y figurent notamment :
- Les atteintes à la liberté d’expression, dans un pays où « un simple message sur Twitter peut vous envoyer en prison »[19].
- Le capitalisme sauvage, et l'obsession de la croissance et du profit[16].
- L'indifférence et la lâcheté, dans un complet dont les paroles probablement inspirées du texte de Martin Niemöller « Quand ils sont venus chercher...», énoncent « Tu n’as pas parlé, donc tu es coupable. S’ils viennent te chercher une nuit, tu ne trouveras même pas de journaliste pour en parler, ils sont tous en prison[19]. »
- La violence conjugale, dans un complet interprété par Deniz Tekin, seule femme du collectif, avec pour image de fond des photos d'Emine Bulut, poignardée par son ex-mari en août 2019 sous les yeux de leur fille [20],[21].
- Les effets de la pollution et de déforestation, cette dernière ayant suscité d'importantes manifestations en Turquie, les années précédant ce clip[22], contre la destruction du parc naturel de Gezi[23].
- L'éducation, notamment le mensonge de la méritocratie dans un contexte où les promotions s’obtiennent largement par clientélisme et népotisme[16].
- Le questionnement et l'accès à la connaissance, alors que Wikipédia était interdit en Turquie (cette censure a été levée en janvier 2020), et la plupart des journaux contrôlés par le gouvernement[24]. Le rappeur qui interprète ce couplet, Ozbi, est le seul d'origine kurde dans le collectif, un groupe ethnique sujet à des discriminations particulières quant à l'exercice de sa culture et l'usage de sa langue[16].
- Le trafic routier, notamment les accidents de la route qui font 10 000 victimes chaque année en Turquie[16].

### Interprètes et thèmes abordés par chacun
| Interprète            | Thématique abordée                             |
| Fuat Ergin            | L'environnement                                |
| Ados                  | La sécheresse et la pollution marine           |
| Şanışer               | La liberté d'expression                        |
| Hayki                 | La justice                                     |
| Server Uraz           | La loi                                         |
| Beta                  | La Turquie                                     |
| Tahribad-ı İsyan      | İstanbul                                       |
| Sokrat St             | Éducation et suicide                           |
| Ozbi                  | Le questionnement et l'accès à la connaissance |
| Deniz Tekin           | Les droits des femmes                          |
| Sehabe & Yeis Sensura | Les droits des femmes                          |
| Aspova                | Le monde                                       |
| Defkhan               | Le mal du pays                                 |
| Aga B                 | Le fascisme                                    |
| Mirac                 | La rue                                         |
| Kamufle               | Le trafic routier                              |

## Notoriété et réactions

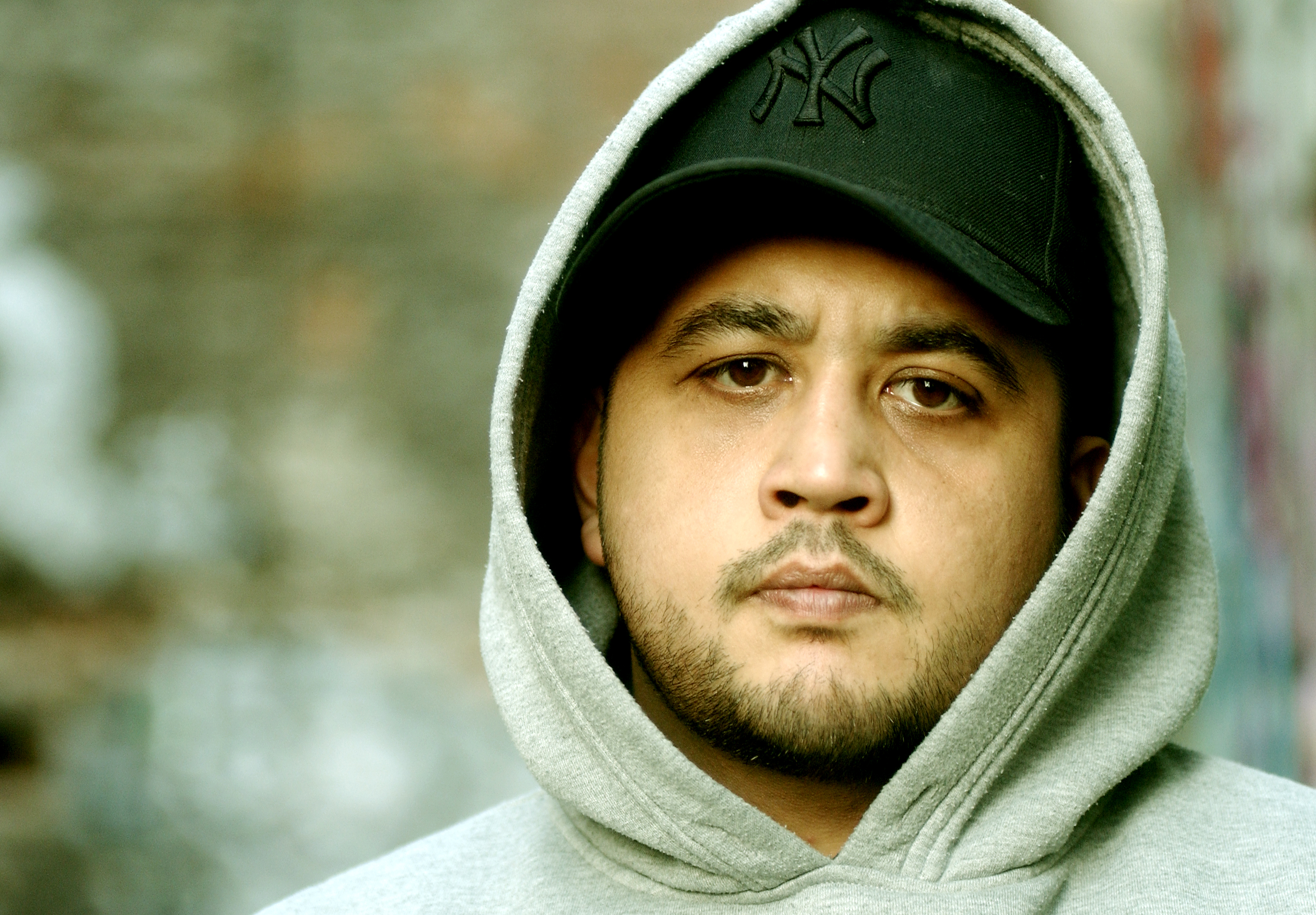
Le rappeur Fuat Ergin, membre du collectif d'interprètes de Susamam

Le clip de la chanson "Susamam" était visionné plus de 20 millions fois une semaine après sa sortie, puis 30 millions de fois un mois après, une audience rare pour ce genre de musique en Turquie. 
Un an après (mi-septembre 2020) le clip a été visionné plus de 47 millions de fois avec 2 millions de réactions positives manifestées avec le bouton « j'aime » , contre 58 000 réactions négatives avec le bouton « je n'aime pas », soit un taux de plus de 97 % de réactions favorables. Le clip est largement partagé sur les réseaux sociaux, où plusieurs personnalités réagissent. 

### Réactions favorables

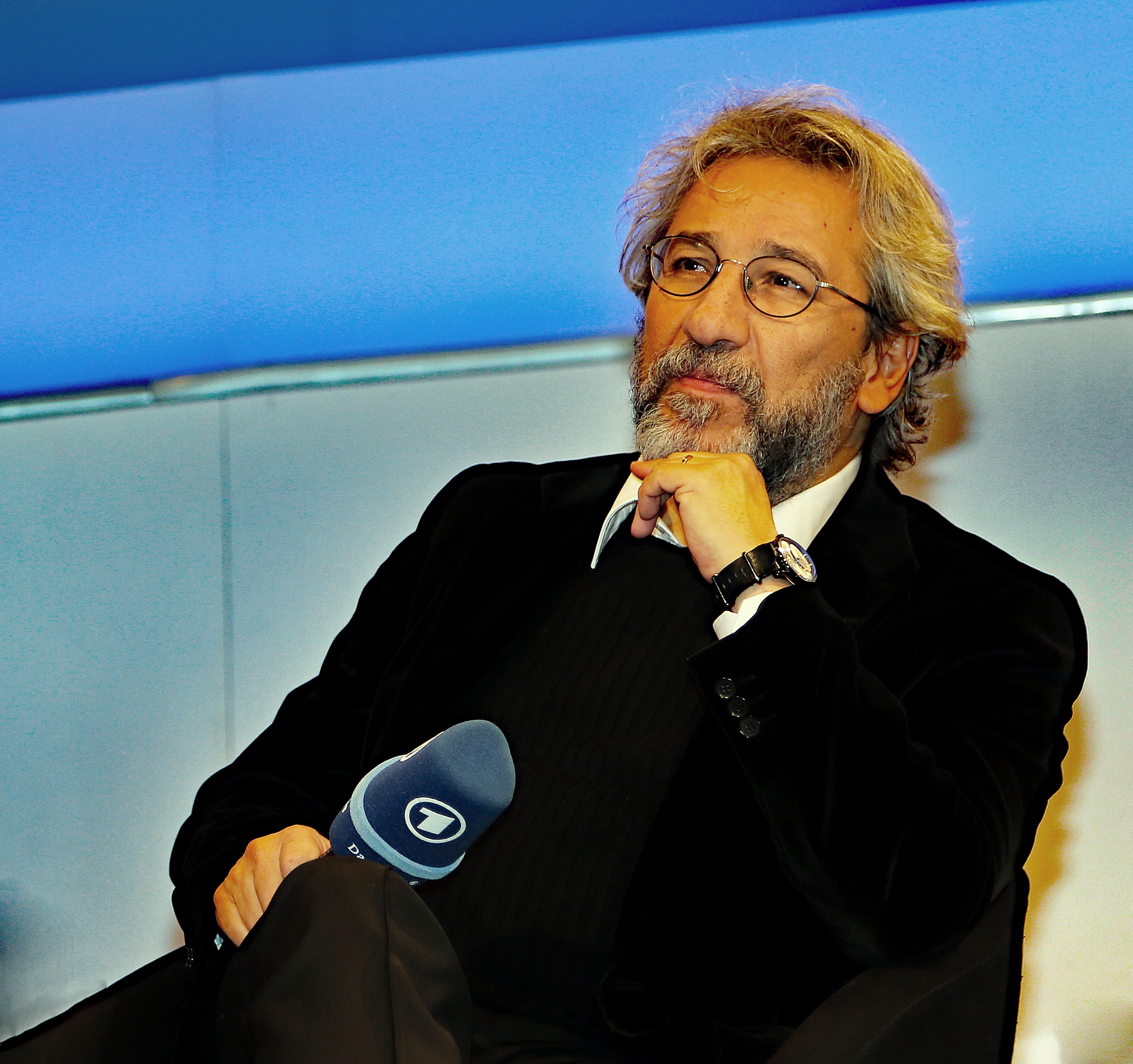
Le journaliste turc Can Dündar

Can Dündar, journaliste engagé exilé en Allemagne, lauréat du prix pour la liberté de la presse Reporters sans frontières en 2015, rend hommage sur Twitter au clip qu'il partage en commentant « La musique a enfin parlé », puis déclare dans un autre tweet deux jours plus tard « Ils ont fait un travail fantastique. Ne vous noyez pas dans les polémiques ». Il se réfère par la suite plusieurs fois aux paroles de cette chanson pour dénoncer les injustices et les dérives autoritaires du gouvernement turc.
Canan Kaftancıoğlu, une des cheffes de l'opposition à Istanbul, partage aussi ce clip sur son compte Twitter avec le message : « Je ne peux pas me taire moi non plus. ». L'extrait chanté par le rappeur Şanışer « j'ai trop peur d'envoyer un tweet, j'en suis à avoir peur de la police de mon propre pays » s'avère prémonitoire pour Canan Kaftancıoğlu, condamnée quelques heures seulement après la sortie du clip à près de dix ans de prison notamment pour des tweets jugés insultants envers le président turc,. Ses partisans dénoncent un « procès politique », le gouvernement turc voulant probablement se venger de la victoire du candidat d'opposition Ekrem İmamoğlu aux élections municipales d'Istanbul en mai 2019.

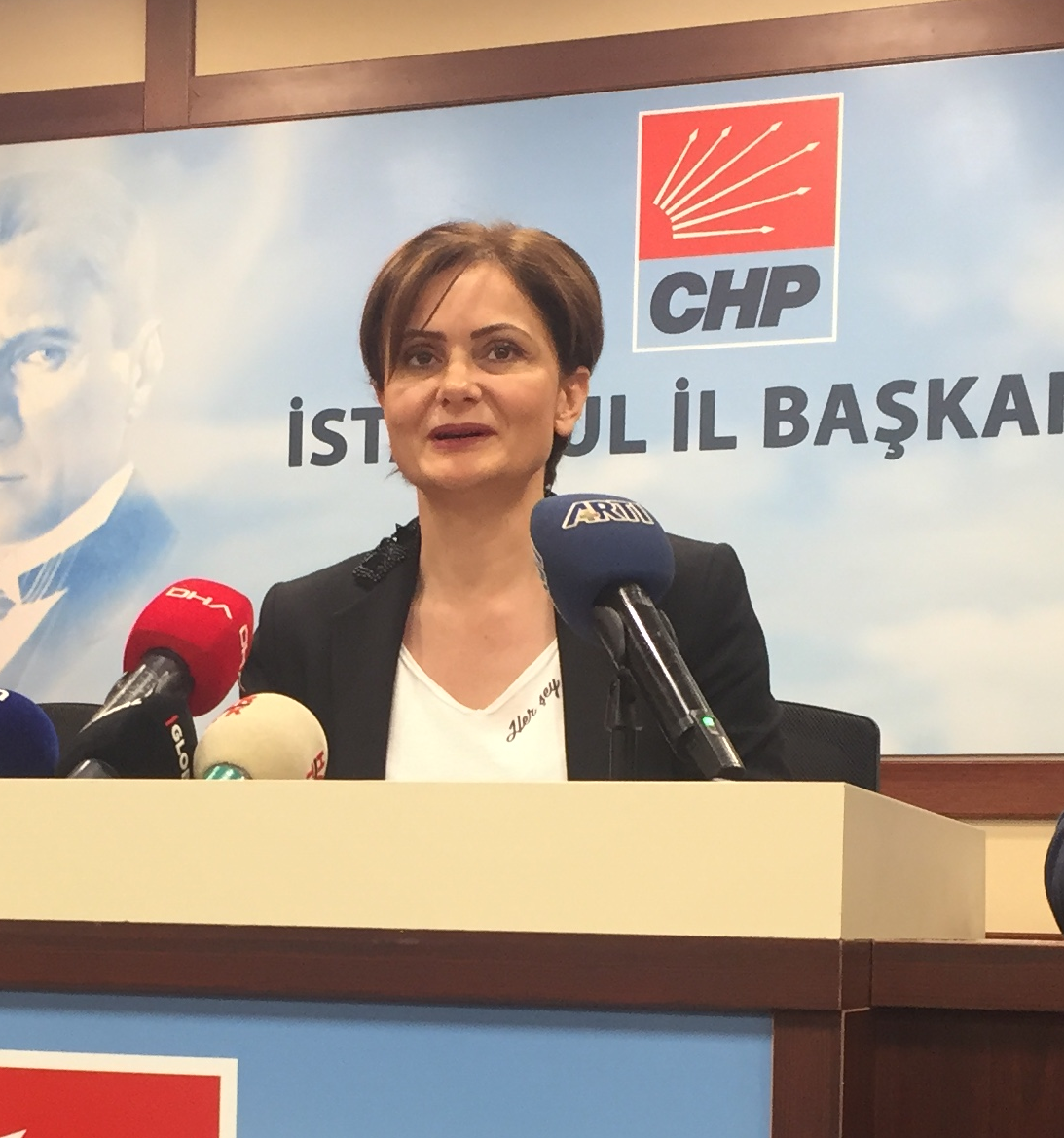
Canan Kaftancıoğlu, responsable du CHP pour la province d’Istanbul

À l'étranger, l'actrice américaine Pamela Anderson reprend dans un tweet du 7 septembre 2019, le titre d'un article de Global Voices, intitulé « Overnight music sensation turns rappers into social justice heroes in Turkey » (Une sensation musicale pendant la nuit fait des rappeurs des héros de la justice sociale en Turquie).
L’activiste turco-belge Bahar Kimyongur décrit ce clip comme « une œuvre magistrale, un coup de poing dans les tripes. » et « une symphonie de Résistance ».
Dogan Gurpinar, historien à la Istanbul Technical University, déclare que cette chanson traduit un nouvel espoir chez les militants libéraux (en plus des victoires de l'opposition aux élections municipales de 2019), qui se sont souvent sentis impuissants face à un pouvoir accusé de dérive autoritaire. Pour lui, Susamam n'est pas une révolte, mais un signe d'optimisme et un message fort qui laissera une marque.

### Réactions défavorables
Les musiciens ne font pas directement référence au gouvernement turc, mais ils sont violemment attaqués par ses membres et partisans. 
Le parti au pouvoir, l’AKP, condamne cette initiative, le vice-président du parti a déclarant que « L’art ne doit pas servir d’instrument de provocation et de manipulation politique ». Certains partisans du gouvernement lancent le hashtag « Sustunuz » qui signifie « Vous vous êtes tus », à propos du coup d’État manqué de 2016. Le succès de cette campagne de dénigrement est néanmoins très inférieur à celui du clip.
Certains médias pro-gouvernementaux accusent les membres du collectif d'appartenir à des groupes terroristes marxistes, une accusation courante en Turquie contre les opposants depuis le début des purges suivant la tentative de coup d'État de 2016,.

### Réponses des interprètes aux critiques
Le rappeur Şanışer donne une interview à la chaîne franco-allemande Arte dans laquelle il déclare s'attendre à de telles accusations, et annonce sa détermination à poursuivre son activisme dans le rap. Il déclare néanmoins sur les réseaux sociaux que cette chanson est apolitique, bien qu'elle dénonce des problèmes contemporains, et n'a pour objectif ni de rejeter toute la faute sur le parti au pouvoir ou ni se ranger du côté des partis d’opposition.
Concernant certaines critiques sur la longueur du clip (un quart d'heure), le rappeur Fero rétorque que « Ce n’est pas la chanson qui est longue, c’est le pays qui a beaucoup de problèmes ».
Le rappeur Samet Gonullu, connu sous le nom de scène « Sokrat St » affirme ne pas avoir peur d'éventuelles représailles, mais reconnait que cette seule chanson ne suffira pas à faire changer la société, son objectif étant plus de rallier des gens à leur cause.

#### Articles scientifiques et académiques
- Sukru Oktay Kilic, « Le succès fulgurant des rappeurs turcs qui refusent de « se taire » sur les dérives autoritaires », Middle East Eye,‎ 11 novembre 2019 (lire en ligne)
- Verda Kimyonok, « La Turquie d’Erdoğan passive face à l’explosion des féminicides », Orient XXI,‎ 29 octobre 2020 (lire en ligne)

#### Presse écrite et audiovisuelle
- « Turquie : Erdogan multiplie les procès pour « insulte » », Le Monde,‎ 2 avril 2015 (lire en ligne)
- « Turquie: le coup d'Etat raté a fait plus de 290 morts », L'Express,‎ 17 juillet 2016 (lire en ligne)
- « En Turquie, l'opération de purge a emporté près de 60.000 personnes », L'Orient-Le Jour,‎ 20 juillet 2016 (lire en ligne)
- Thomas Lecomte, « En Turquie, l’opposition touchée, mais pas coulée », L'Orient-Le Jour,‎ 15 juillet 2017
- « Turquie : « La restriction des droits des femmes est une obsession pour le président Erdogan » », Le Monde,‎ 8 août 2017 (lire en ligne)
- Julie Honoré, « Emprisonnés et violentés, les musiciens de Grup Yorum défient le pouvoir turc », Marianne,‎ 26 novembre 2017 (lire en ligne)
- Julie Honoré, « Turquie : icône de la résistance, une gréviste de la faim retrouve la liberté », Les Inrockuptibles,‎ 4 décembre 2017 (lire en ligne)
- Marie Jégo, « La Turquie condamne des universitaires à la prison », Le Monde,‎ 13 mai 2019 (lire en ligne)
- « Turquie: une opposante d’Erdogan condamnée à près de 10 ans de prison », RFI,‎ 6 septembre 2019 (lire en ligne)
- « The Turkish rappers who rib the regime », The Economist,‎ 12 septembre 2019 (lire en ligne)
- « « Je ne peux pas me taire » : en Turquie, un collectif de rap fait le buzz », TV5MONDE,‎ 13 septembre 2019 (lire en ligne)
- « « Je ne peux pas me taire » : quand le rap turc vire au politique », L'Obs, L'Orient le Jour, et La Libre Belgique,‎ 14 septembre 2019 (lire en ligne)
- « Turquie : Du rap pour mettre fin à des situations intolérables », Le Vif/L'Express,‎ 17 septembre 2019 (lire en ligne)
- « Rap : « Susamam » secoue la Turquie », Arte,‎ 19 septembre 2019 (lire en ligne)
- « Turquie: un clip de rap crée le buzz sur les réseaux sociaux », RFI,‎ 23 septembre 2019 (lire en ligne)
- « En Turquie, un clip de rap engagé fait fureur », France Info,‎ 3 octobre 2019 (lire en ligne)
- « It's possible to live together in peace : the Turkish rap epic taking on the government », The Guardian,‎ 6 novembre 2019 (lire en ligne)
- « Turquie: mort d'une chanteuse engagée en grève de la faim », La Libre Belgique,‎ 3 avril 2020 (lire en ligne)
- « Ibrahim Gökçek est mort après 323 jours de grève de la faim », L'Humanité,‎ 7 mai 2020 (lire en ligne)
- « Turquie : une avocate meurt en prison après 238 jours de grève de la faim », Le Figaro,‎ 28 août 2020 (lire en ligne)

#### Rapports d'associations et d'ONG
- « La Turquie, première prison au monde pour les journalistes », Reporters sans frontières,‎ 19 décembre 2012 (lire en ligne)
- « Classement mondial de la liberté de la presse 2019 », Reporters sans frontières,‎ 2019 (lire en ligne)
- « Overnight music hit turns rappers into social justice heroes in Turkey », Global Voices,‎ 7 septembre 2019 (lire en ligne)

#### Clip sur Youtube
- Clip publié sur Youtube

Des sous-titres sont disponibles en anglais et en allemand.

#### Paroles et traduction
- Page sur lyrics translate